# Ours en peluche
Pour les articles homonymes, voir Ours en peluche (homonymie).

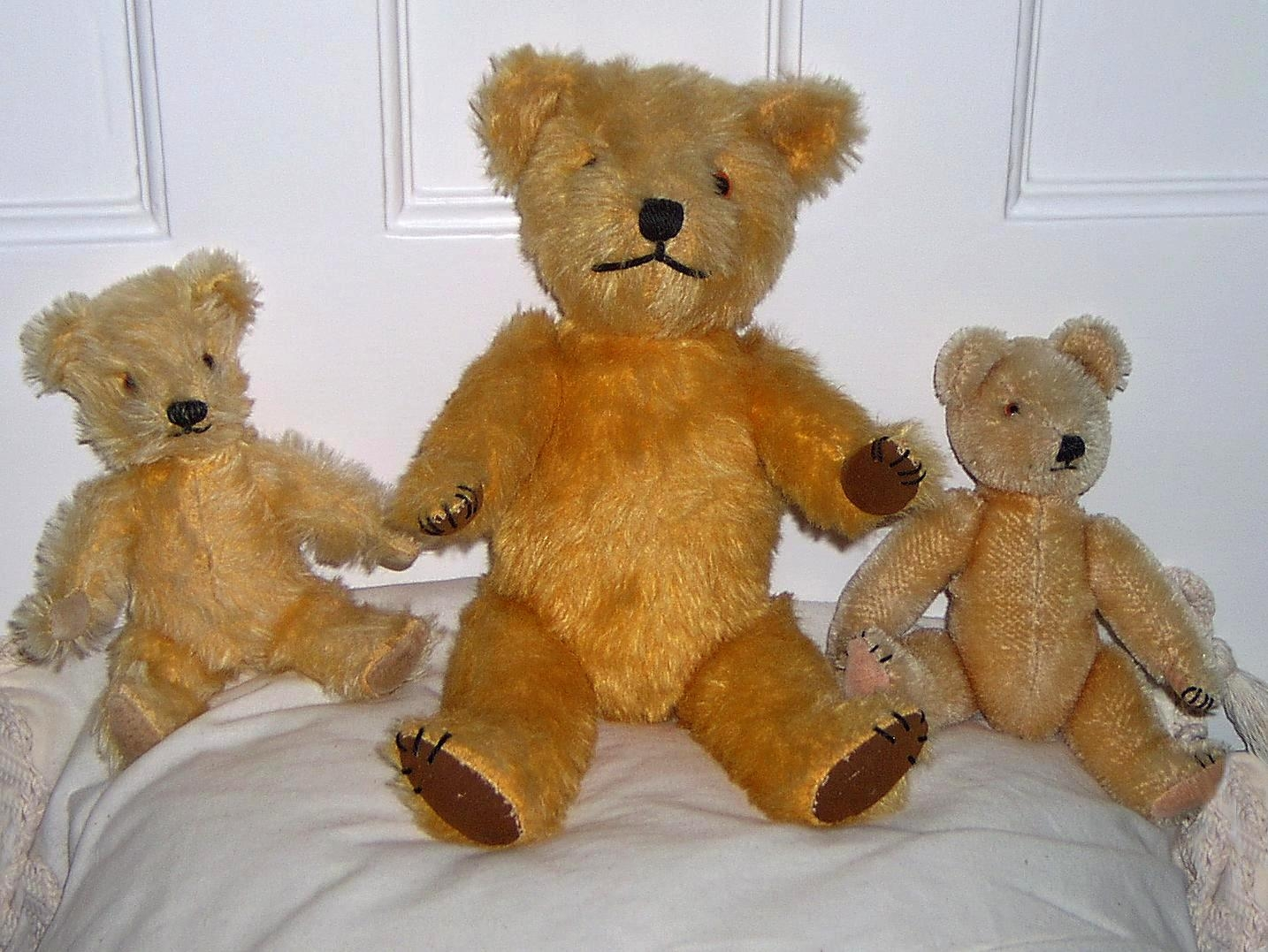
Trois ours en peluche de fabrication anglaise.

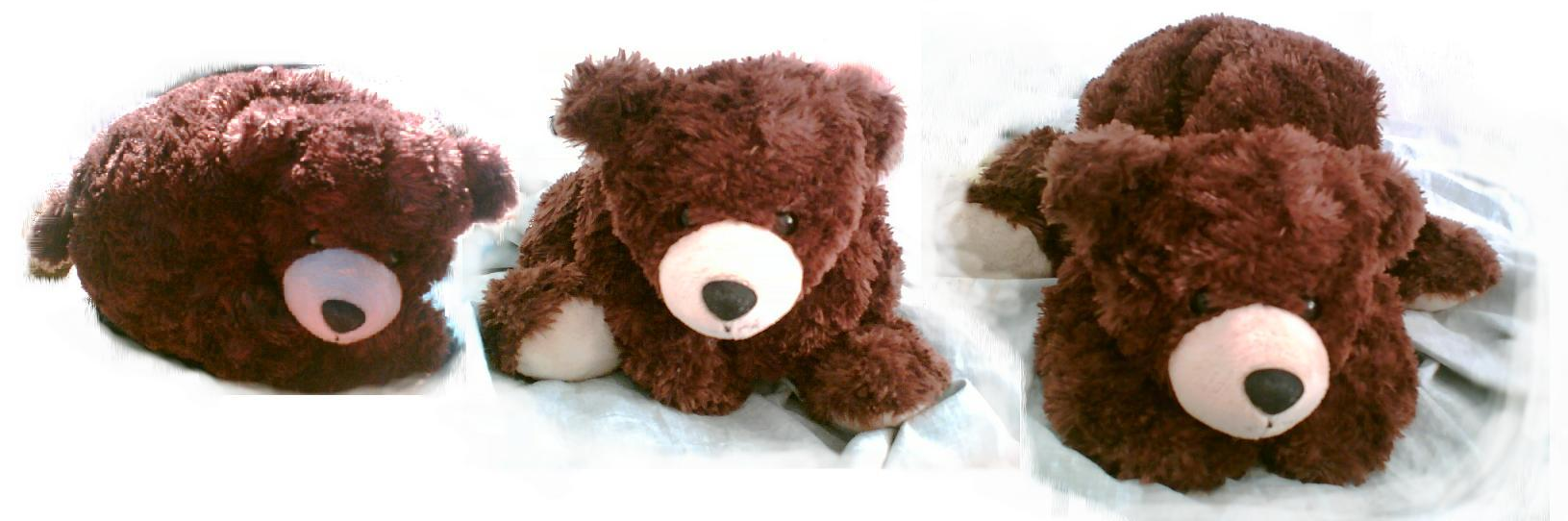
Ours des Pyrénées en peluche.

Un ours en peluche, également appelé nounours par les enfants, ou toutou au Québec, est un jouet en forme d'ourson. Il s'agit d'une forme traditionnelle de peluche, rembourrée avec de la paille, des haricots, ou plus récemment du coton ou du plastique.
Vers la fin du XXe siècle, certains ours en peluche sont devenus de véritables et coûteux objets de collection. On nomme « arctophilie » l'art de collectionner les ours en peluche. Certains arctophiles privilégient les ours anciens, d'autres les ours d'artistes. Le premier musée consacré à l'ours en peluche – le Teddy Bear Museum – a vu le jour en 1984 à Petersfield dans le comté du Hampshire, en Angleterre.
Aux États-Unis, il existe le 9 septembre le Teddy Bear Day (la journée de l'ours en peluche).

## Origine de l'ours en peluche
De l'ours féroce à la peluche, la symbolique ambivalente de ce mammifère se retrouve à travers le monde au cours des siècles. L'ours dans la culture des populations humaines a ainsi toujours occupé une place particulière. Alors qu'il a été régulièrement conspué par l'Église sous l'Ancien régime, son capital de sympathie remonte à l'époque victorienne, qui lance la mode de cet animal dans les zoos pour instruire et amuser. Il est alors reproduit en différents matériaux (bois, porcelaine) et sert d'objet de décoration. Ultime et symbolique revanche, l'ours est associé aux enfants à l'époque moderne : sa réhabilitation totale apparaît avec l'émergence de la conscience des menaces sur l'environnement qui a lieu à la fin du XIXe siècle, la société prenant conscience qu’elle est allée trop loin dans la déforestation et la chasse de certains animaux sauvages. C'est dans ce contexte qu'apparaît l'histoire quasi-légendaire de l'ours en peluche dont deux pays se disputent la paternité à partir du début des années 1900.

### La version américaine

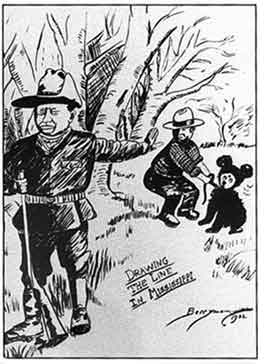
Caricature de Clifford Berryman dans The Washington Post du 16 novembre 1902.

C'est en 1903 qu'apparaît le nom de l'ours en peluche : Teddy Bear, surnom repris dans de nombreux pays.
Ce nom lui vient du président des États-Unis Theodore Roosevelt, qui était surnommé « Teddy » et qui était un grand amateur de chasse. Une anecdote raconte qu'un incident survient lors d'une chasse à l'ours en novembre 1902 dans le Mississippi où il a été invité pour arbitrer le conflit du tracé des frontières qui opposait cet État à la Louisiane : après une journée bredouille, des rabatteurs lui proposent d'abattre un ourson blessé attaché à un arbre, pour qu'il puisse ajouter un trophée à son tableau de chasse. Roosevelt, outré, jugeant l'acte anti-sportif, refuse de tuer l'animal et ordonne qu'on le libère,. Cette histoire est vite immortalisée : l'expression « Teddy's Bear » a immédiatement été utilisée dans les caricatures de la presse, notamment par le dessinateur Clifford Berryman, du Washington Post (à cette époque où la photographie demeure encore un auxiliaire du dessin, il suit le cortège présidentiel) qui publie un premier dessin où l'ours, puissant et féroce, a dévoré un chien, puis dans son édition du 16 novembre 1902, immortalise la scène du président épargnant un ourson, avec le titre « En traçant la frontière sur le Mississippi » et l'annotation « Drawing The Line In Mississippi » (« En traçant la frontière sur le Mississippi »).
Un émigrant russe de Brooklyn, Morris Michtom, repère cette caricature. Tenant une boutique dans laquelle il vend des confiseries, des petits jouets et des poupées en chiffon fabriquées par sa femme Rosa, le couple a l'idée de créer et commercialiser dès 1903 un ours en peluche, que les Michtom baptisent Teddy, avec la permission du président : le nom de « Teddy Bear » se retrouve sur tous les ours de la production des Michtom, « une idée de génie » selon Michel Pastoureau, qui justifie son succès immédiat. Les Michtom sont alors connus comme les premiers fabricants d'ours articulés en mohair ; ils créeront ensuite leur entreprise « Ideal Novelty and Toy Co ».
La vogue des Teddy's Bear continuera, inspirant même des chansons comme Teddy Bear's Picnic, composée par John W. Bratton et chantée par Jimmy Kennedy.

### La version allemande
Margarete Steiff était une fabricante de jouets allemande, qui avait commencé à produire des animaux en peluche dès 1880, avec les restes de tissus de l'usine de son oncle Steiff. En 1902, elle est convaincue par son neveu Richard Steiff, employé dans son entreprise, de créer un ours en peluche, qui selon lui aurait une popularité similaire chez les garçons et chez les filles. Il revenait du zoo de Stuttgart, où il avait réalisé des croquis d'ours. Il lui présenta alors les plans d'un ours articulé, l'Ours PB 55, dont elle fabriqua un prototype en peluche de mohair, qu'elle exposa à la Foire de Printemps du jouet à Leipzig en 1903. L'entreprise Steiff eut un succès énorme pour l'époque. Les commandes affluèrent, notamment une d'Amérique, où un riche acheteur nommé Hermann Berg en demanda plus de 3 000 exemplaires, ce qui contribua largement à la popularité des peluches Steiff. Son ours en peluche fétiche fut alors appelé « Friend Petzy ».
En 1907, la fabrication des ours en peluche dépassa le million. À partir de 1910, l'emploi de demi-billes de verre transforme son regard « mais celui-ci reste, encore et toujours, triste et lointain ».
Aujourd'hui, quelques ours des premières années de  la famille Steiff subsistent. Ils sont reconnaissables par un bouton de métal dans l'oreille gauche. L'entreprise existe toujours. Elle a créé de nouveaux modèles d'ours à la fin du XXe siècle, dont « Zotty » le grizzli.

### La fabrication ensuite en France
M. Pintel, qui était alors fabricant de jouets bourrés ou mécaniques, finit par mettre un ours dans sa collection en 1921. Il ressemble en beaucoup de points à l'ours allemand, sauf pour la fameuse bosse dans le dos qu'il ne reproduit pas, et une légère différence dans la manière de coudre le nez. Les ours Pintel arborent également un sourire ou une grimace : c'est l'élaboration de l'expression.

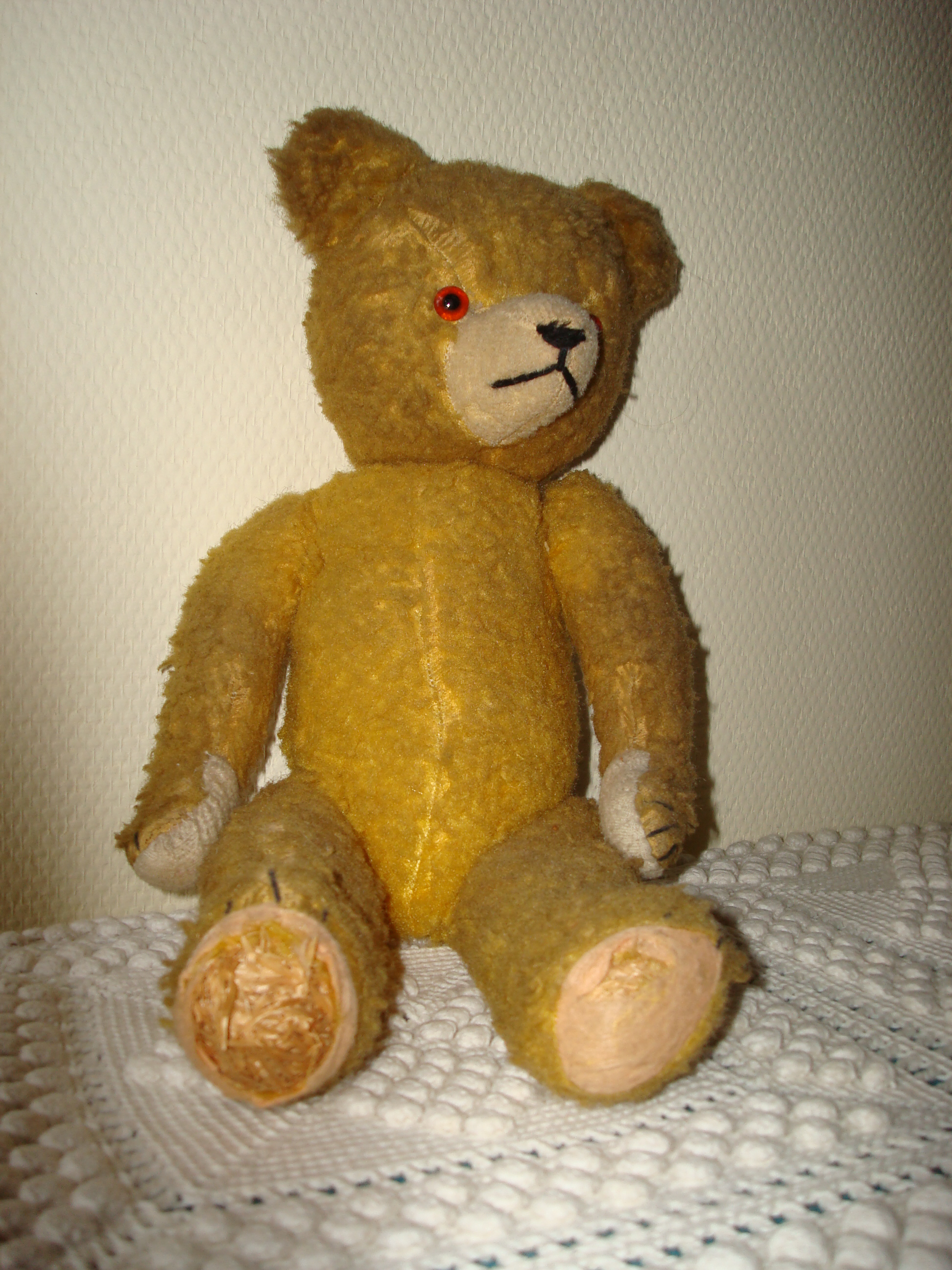
Ours en peluche (fin des années 1950), bourré de paille, bras et jambes raides, articulés au corps.

Une autre entreprise, FADAP, sera très vite en concurrence avec les jouets Pintel en 1925. À l'époque, ce sont les deux producteurs d'ours en mohair les plus connus en France.
Plus le temps passa, plus les ours changèrent ; même si les ours traditionnels restaient sur le marché. Aujourd'hui on en trouve de toutes les couleurs et de toutes les formes.
En français, dans la littérature enfantine, l'ours s'appelle traditionnellement « Martin », c'est aussi le nom donné généralement à l'ours en peluche, comme dans la traduction des aventures de Winnie l'ourson par Jacques Papy.

## Fabrication

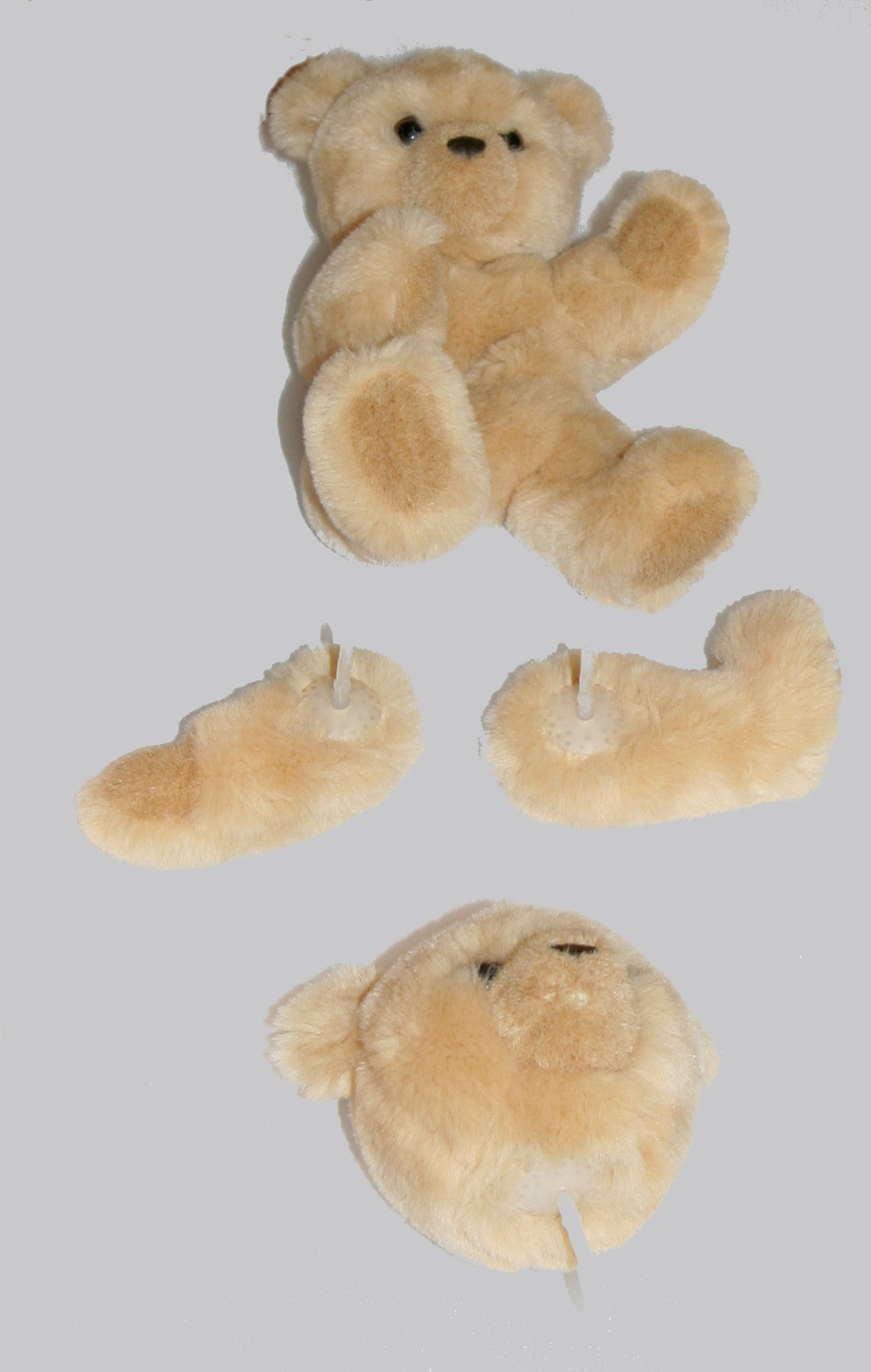
Assemblage d'un ours en peluche.

Les ours de Steiff sont constitués de mohair variant du beige au brun, et rembourrés de copeaux de bois ou de sciure. Les yeux noirs sont des boutons de bottine, le museau est affiné, terminé par une truffe de laine, surmontant une bouche en V inversé. Le dos est voûté. Ses bras sont longs, et peuvent parfois atteindre les genoux. L'ours peut mesurer de 45 à 75 cm. Il a de grandes pattes, des cuisses larges, des pieds fixés en angle droit aux jambes. Les griffes sont représentées par des points de laine noire. Les membres sont articulés et mobiles. L'estomac renferme parfois un « grogneur ».
Avant la Seconde Guerre mondiale, les yeux en boutons de bottine sont remplacés par des yeux de verre dotés de pupilles, fixés à la tête par des fils.
Après guerre, la morphologie de l'ours en peluche change : la bosse se fait plus discrète, les membres sont plus courts, les pieds plus fins. La rexine remplace le feutre ou le velours. Le corps se veut plus souple et il devient d'autant plus important de les garder propres et hygiéniques.

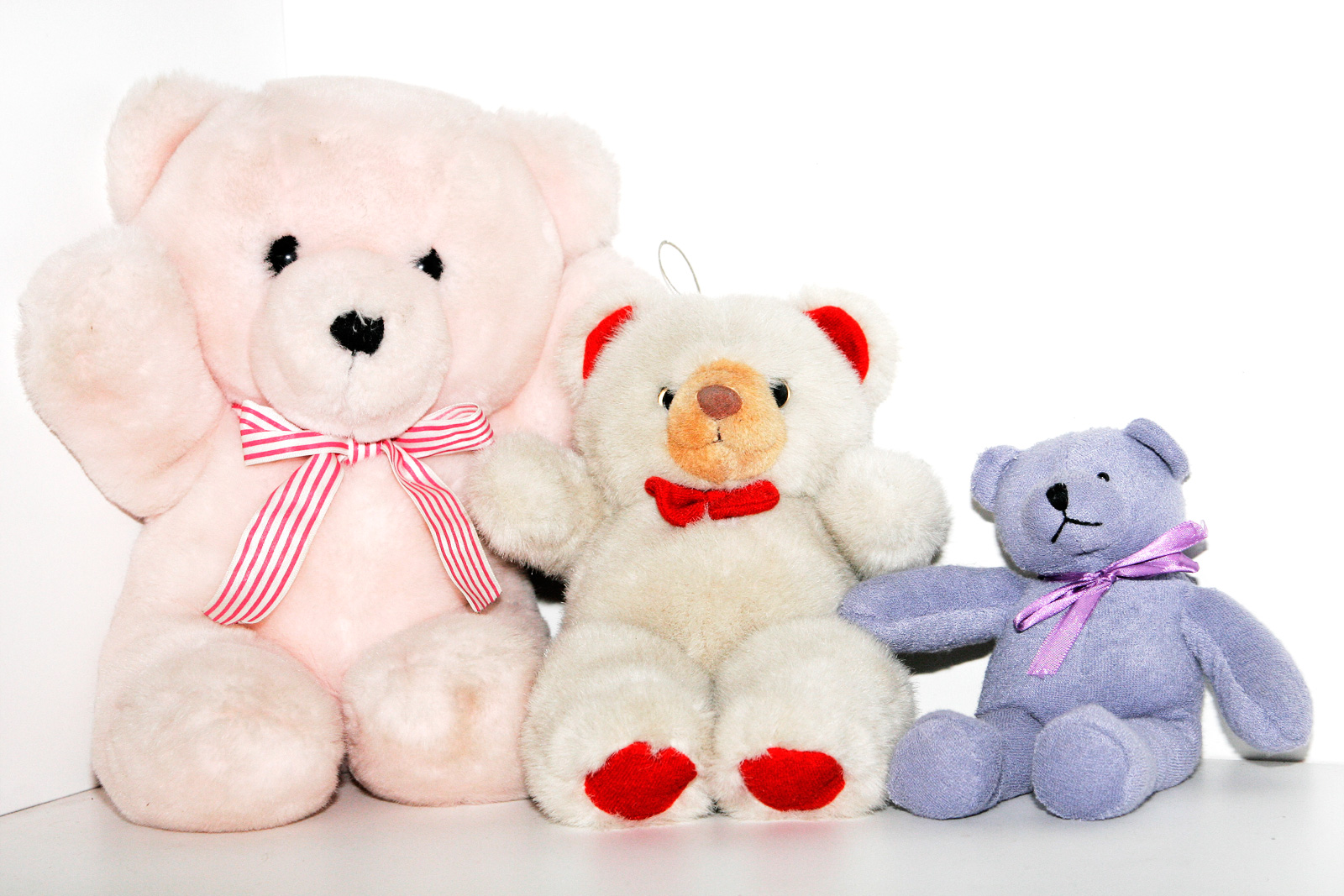
Ours en peluche modernes.

Au XXIe siècle, les truffes sont élaborées à partir de plastique, les coutures sont plus solides et les colorants proscrits. Les ours articulés ont progressivement disparu, laissant place à des ours plus souples, plus ronds et plus rebondis.
L’ours classique connaît trois variantes au fil des années : le grand ours, pouvant atteindre 1,50 m ; l’ours miniature, dont le prototype fut élaboré par Steiff, avec un ours de 22 cm. Les véritables miniatures n’atteignent pas les 15 cm. Et enfin  l’ours à roulettes, qui est une véritable caricature des vrais ours sauvages.
De nombreux fabricants d'ours en peluche se sont partagé le marché : J.K.Farnell (Angleterre), Steiff (Allemagne), Chad Valley (Angleterre), Ideal Toy Company (États-Unis), Dean's (Angleterre), Hermann (Allemagne), Schreyer &Co. (Allemagne), et Merrythought (Angleterre).

### L'ours automate
Dans les années 1920, les premiers ours automates sont réalisés par la société allemande Gebrüder Bing, de Nuremberg, fabricants d’ustensiles de cuisine. Dans les années 1930, la société fait faillite mais la production en masse des ours automates se poursuit.
D’autres élaborations voient le jour au fil des années : les ours Süssenguth, présentent une fonction simple leur permettant de bouger les yeux et la langue. Ou encore les ours « grogneurs » qui passent dans différentes phases d’amélioration.

### L'ours thérapeute
C’est aux États-Unis que les premiers « Rock-a-Bye Baby Bears » de Dakin sont apparus, conçus pour restituer les battements du cœur du fœtus et apaiser les bébés de 16 semaines agités.
Un des premiers à utiliser un ours en peluche thérapeute fut Peter Bull, qui, après avoir construit des bras rudimentaires à un ours, expliqua  à un petit garçon sa maladie (causée par la thalidomide) et put le réconforter par la même occasion.
Quelques années plus tard, son idée fut reprise par Russell Mc Lean, plus connu sous le nom de « Teddy Bear Man », qui consacra des œuvres de charité à offrir des ours en peluche à chaque enfant hospitalisé afin de le réconforter.

### L'ours et les peluches souples

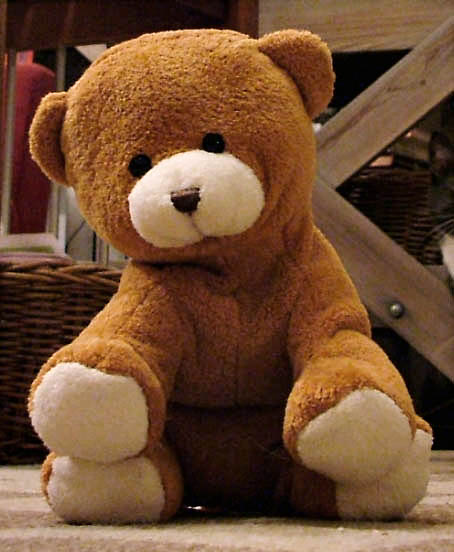
Un petit ours en peluche souple marron.

Suzanne Van Gelder  (née Kahn) créa à Paris en 1947 la marque « Anima » qui se spécialisa dans la fabrication de peluches souples. Elle est la sœur de Robert Kahn, de Pierre Kahn-Farelle et d'Edmée Jourda. Ses premiers modèles prototypes, en 1945, un garçon et une fille en peluche, bleu pour l'un, rose pour l'autre, étaient nommés « Poumi » et « Nanou », qu'elle avait créés pour ses neveux, Annette Kahn et Paul-Émile Kahn. Suzanne Van Gelder  révolutionna la peluche en créant des patrons permettant de découper la peluche dans des formes ne nécessitant aucune armature intérieure et donc d’une esthétique et d’un confort inégalés. « Anima » fut une des  marques parisiennes les plus réputées et les plus à la mode des années 1950-1970. Son histoire recoupera plus tard celle de « Boulgom » et « Cédéji », qui en reprendront certaines créations. Le musée des Arts décoratifs à Paris montre ainsi des ours créés par Suzanne Van Gelder pour Anima dans les années 1970. Ces "Teddy Bears" sont au centre de nombreuses légendes urbaines.

## Peluches célèbres
- « Paddington » en 1958
- « Winnie l'Ourson »
- « Billy Bluegum » (Australie)
- « Michka » (Russie)
- « Rupert » (Angleterre en 1920)
- « Prosper » (France en 1933)
- « Gros Nounours » et « Oscar », dans Bonne nuit les petits, France, en 1962.
- «Teddy», dans Mr Bean (Royaume-Uni de 1990 à 1996)
- « Duffy the Disney Bear », présents dans les différents parcs Disney. Créé en 2002.
- « Lotso », dans Toy Story 3 de Pixar en 2010.
- « Ted », dans Ted, film de Seth MacFarlane, sorti en 2012.

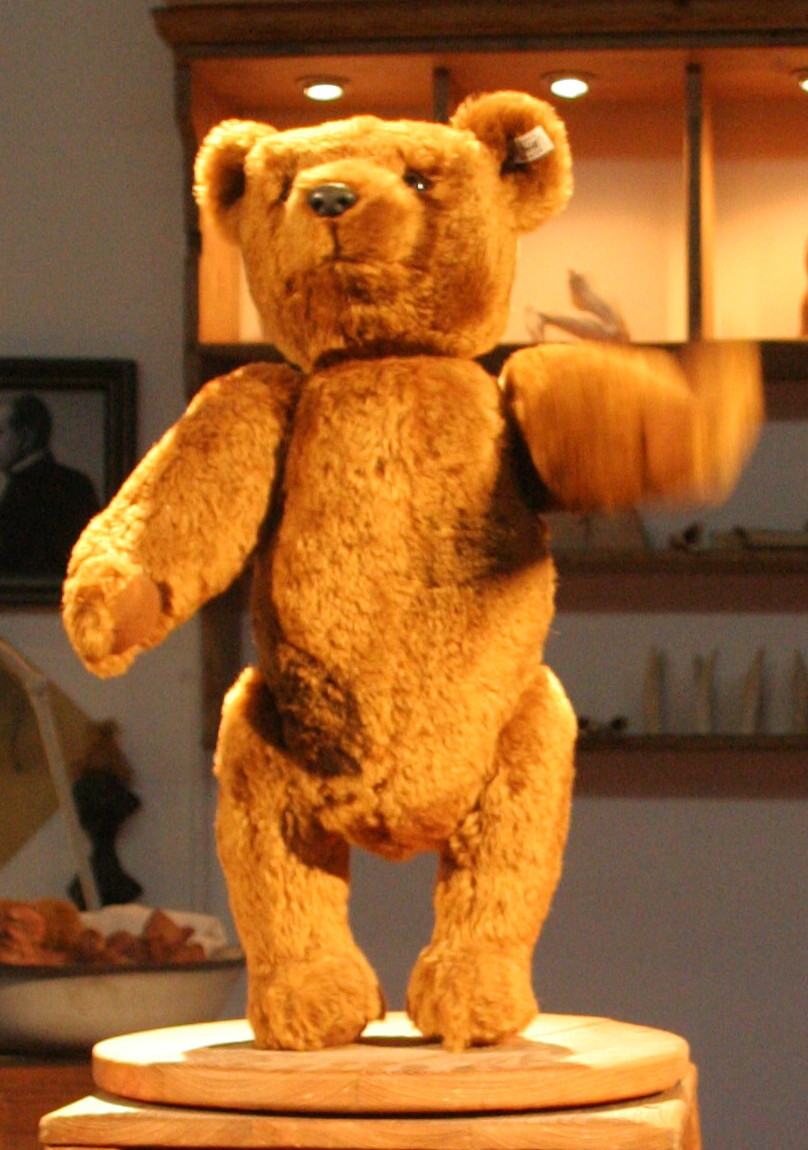
Réplique de l'Ours PB 55 au musée Steiff.
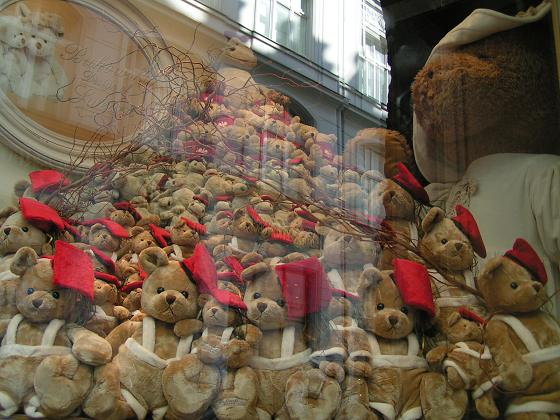
Pyramide d'ours en peluche dans une vitrine.
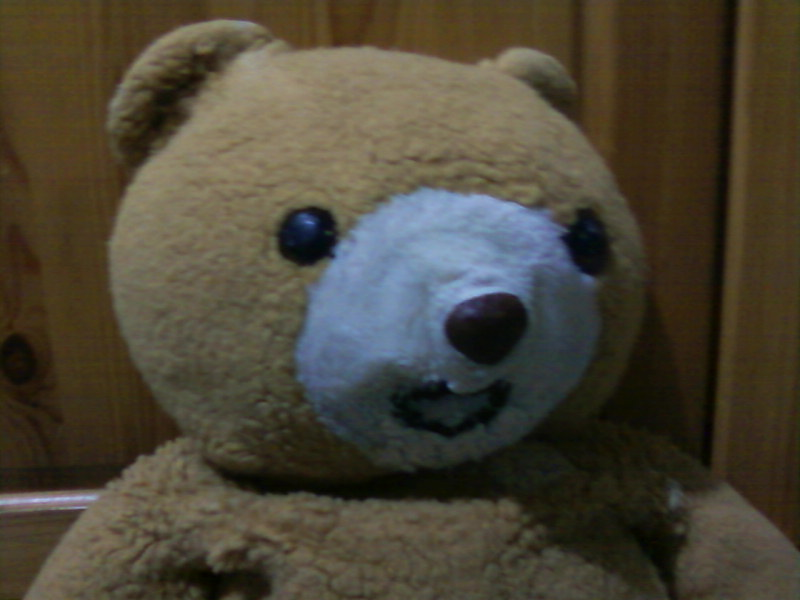
Ours en peluche de 1991.
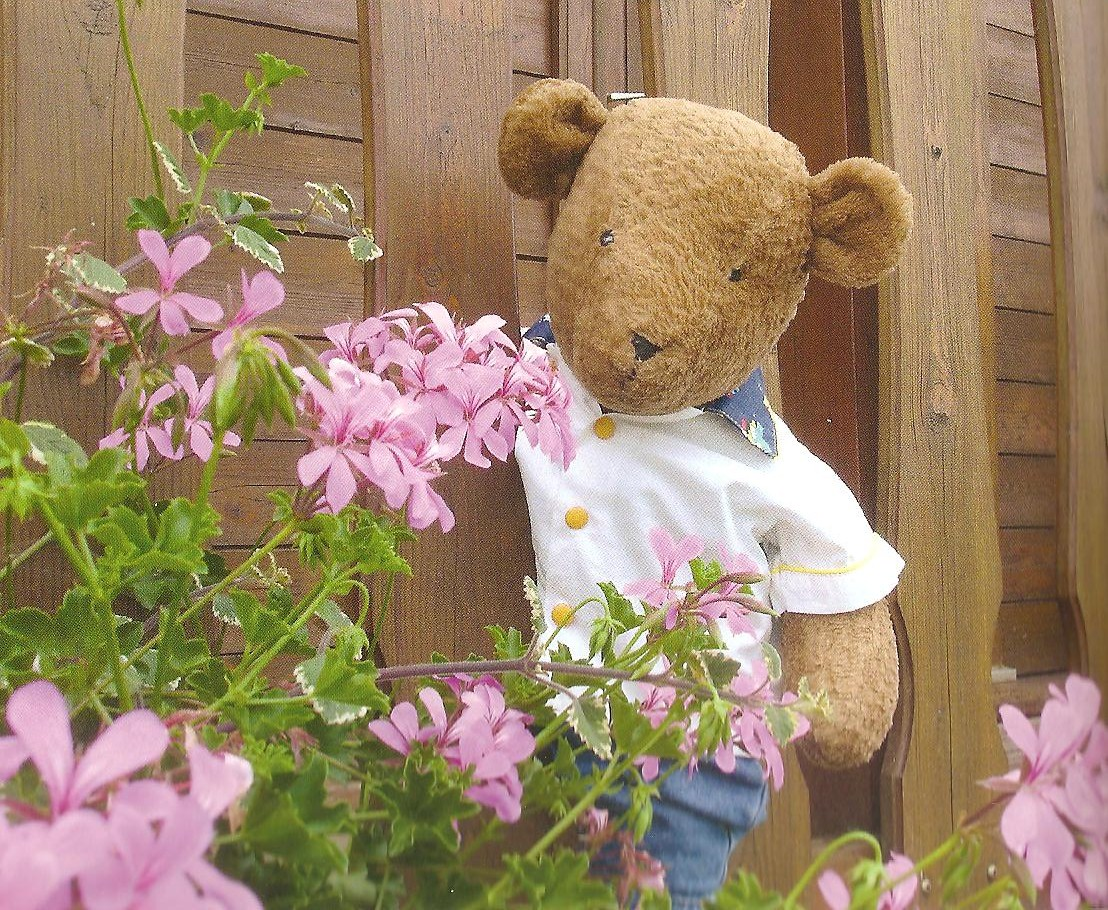
Personnage de Péloulou, imaginé par Martine Sagaert.

## Littérature

### Hier

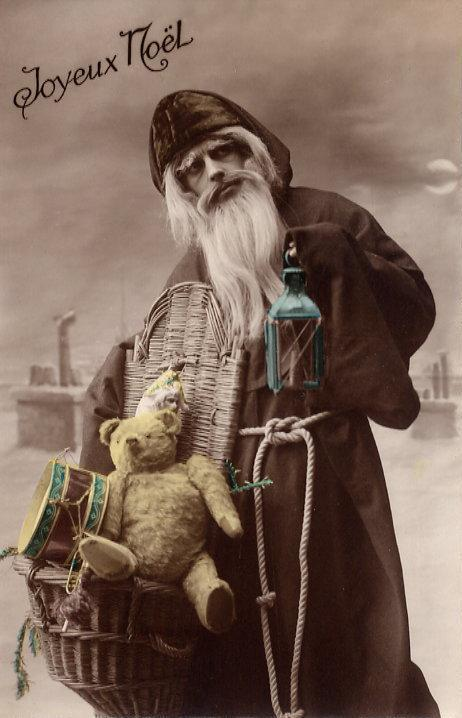
Joyeux Noël avec un ours en peluche, 1910.

Dans les années 1920, apparaissent les quatre premiers livres pour enfants  dont le sujet principal est un ours en peluche. Ces livres sont écrits par Alan Alexander Milne :
- When We Were Very Young 1924
- Winnie the Pooh (Winnie l'ourson) 1926
- Now We Are Six 1927
- The House at Pooh Corner (La Maison de Winnie l'Ourson)1928

En 1941, paraît Michka, conte de Noël écrit par Marie Colmont et illustré par Feodor Rojankovsky, qui est devenu un classique de la littérature enfantine, régulièrement réédité par Flammarion dans la collection Père Castor.

### Aujourd'hui
- Colargol
- Otto, Tomi Ungerer, 1999
- Petit Ours Brun
- Mitch
- Nounours dans la série télévisée Bonne nuit les petits
- Newton
- Archimède
- Ydessa, les ours et etc. documentaire d'Agnès Varda 2004
- Péloulou, de Martine Sagaert et Odile Guillermet. Le Pradet : la Treille muscate, 2010, 72 p.  (ISBN 978-2-9538142-0-0)
- « Chublimor », dans Chublimor L'Ours Blogueur plutôt beau gosse ! sorti en 2018